# Тарас Булба
Вижте пояснителната страница за други значения на Тарас Булба.
„Тарас Булба“ (на руски: Тара́с Бу́льба) е повест на руския писател Николай Гогол от цикъла „Миргород“.

## Написване и издаване
Като част от „Миргород“ през 1835 г. е публикувана оригиналната история от Гогол собственоръчно написана от автора. През 1842 г. излиза второ, преработено и разширено издание на издателя Николай Яковлевич Прокорович въз основа на копие на преписвача Павел Василиевич Анненков, с три допълнителни глави.
Съществена разлика между двете издания е политическата корекност на второто издание - там например „Украйна“ е заменена с „Южна Русия“ и са вкарани редица пасажи които отразяват официалната историография на Руската империя. Първата редакция се определя като проукраинска, а втората проимперска.

## Сюжет
Събитията от книгата стават в средата на запорожките казаци през първата половина на XVII век.